# Johann Gottfried Fehre
Johann Gottfried Fehre (Dresda, 1685 – Dresda, 29 ottobre 1753) è stato un architetto tedesco attivo in Sassonia.

## Biografia

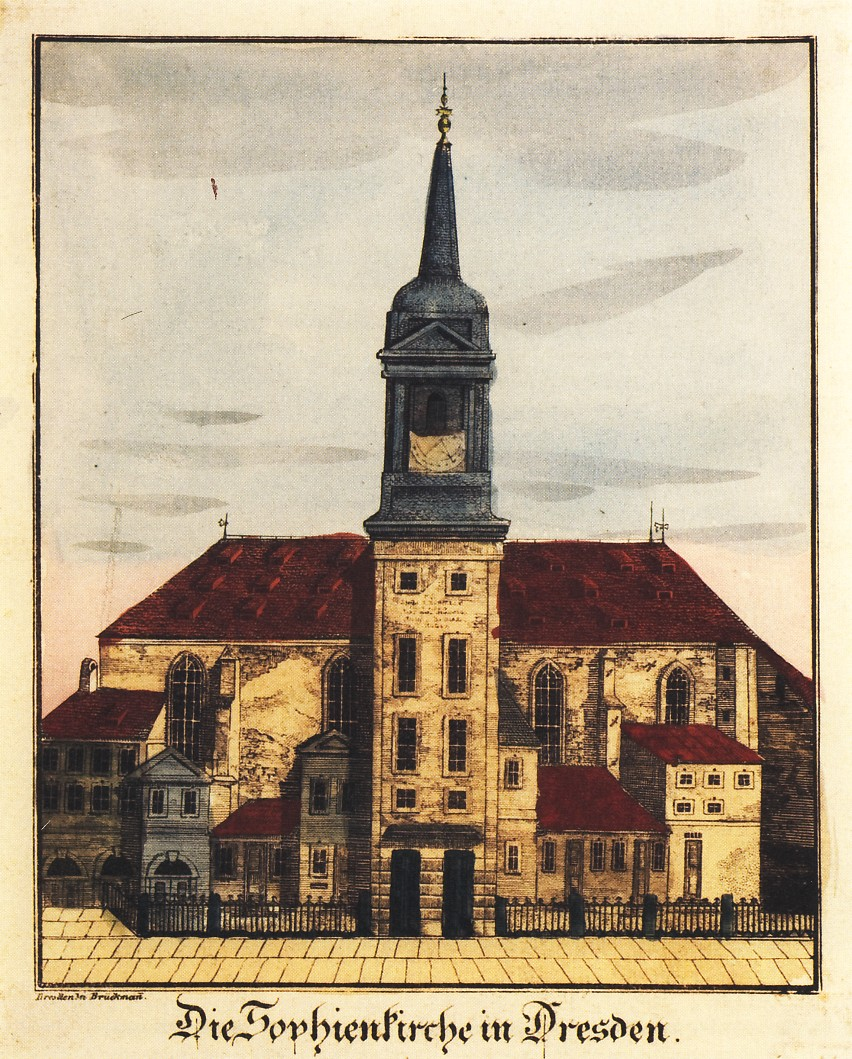
Campanile della Sophienkirche a Dresda

Johann Gottfried, era il figlio del muratore consigliere di Dresda, Johann Christian Fehre. Imparò il mestiere da suo padre e, dopo i suoi vagabondaggi, tornò a Dresda  dove gli fu concessa la cittadinanza nel 1715. Nel 1720 fu nominato consigliere muratore. A Dresda costruì diverse case di città fino a quando non gestì un importante progetto con la costruzione della chiesa del villaggio di Forchheim, dal 1719 al 1726, sotto il  falegname George Bähr. Nel periodo dal 1720 al 1724, insieme al maestro falegname George Dünnebier, costruì la chiesa cittadina di St. Marien a Königstein secondo i progetti di George Bähr. Un'altra costruzione con il falegname comunale fu l'installazione dell'organo Silbermann nella Sophienkirche a Dresda. Allo stesso tempo costruì la sua casa in Heinrichstrasse 2 all'angolo della Hauptstraße ad Altendresden.
Dopo la morte di suo padre, nel 1720, assunse le sue funzioni. Sotto la direzione di George Bähr, lavorò al nuovo edificio della Frauenkirche, dal 1726, anche se a malapena riusciva a immaginare la sua cupola in pietra. Dal 1727 al 1731, sotto la sua direzione fu eseguito l'ampliamento del Ponte Augusto sull'Elba su progetto di Matthäus Daniel Pöppelmann, secondo il cui progetto si occupò anche dei lavori di muratura del nuovo edificio della Dreikönigskirche. Dopo il 1731 il principe elettore Augusto il Forte aveva incaricato di demolire la chiesa costruita, dal padre di Johann Gottfried, perché bloccava la visuale su Bautzner Platz, oggi Albertplatz, che si trovava al centro del nuovo asse viario principale. Nel 1736, il campanile della Sophienkirche a Dresda fu costruito secondo i piani di Johann Christoph Knöffel.
Nel periodo dal 1741 al 1745, sotto la sua direzione, fu costruito il municipio di Dresda sull'Altmarkt. Insieme al falegname comunale Georg Friedrich Winkler, tra il 1750 e il 1752, costruì il municipio di Neustädter Markt. Nel 1751 costruì l'edificio del diaconato dell'Annenkirche. Nei documenti è citata anche una perizia sullo stato di costruzione della torre della chiesa di Schneeberg St. Wolfgang. Morì a Dresda nel 1753 e lasciò un gran numero di edifici con facciate strutturate in modo semplice.
I suoi lavori principali includono la costruzione della Frauenkirche di Dresda, in particolare la lanterna, dopo la morte di George Bähr, dal 1740 al 1743. Inoltre, dal 1741 al 1745, fu incaricato della costruzione del nuovo municipio sull'Altmarkt secondo i progetti di Johann Christoph Knöffel. A lui si devono i piani per il municipio di Neustadt, ricostruito tra il 1750 e il 1754. Dal 1746 al 1748 creò la Marienkirche a Großenhain con Johann George Schmidt.